# Rio Bordul (Valea Padeşului)
O Rio Bordul é um rio da Romênia afluente do Rio Valea Padeşului, localizado no distrito de Timiş.